# لو باني (فلم)
لو باني (بالفرنسية: Le Pagne)، هُو فيلم نيجري صدر سنة 2015 وأخرجه موسى حامادو دجينغاري.